# Marc Frings
Marc Frings (* 9. Dezember 1981 in Neuwied) ist seit dem 1. Januar 2020 Generalsekretär des Zentralkomitees der deutschen Katholiken (ZdK). 

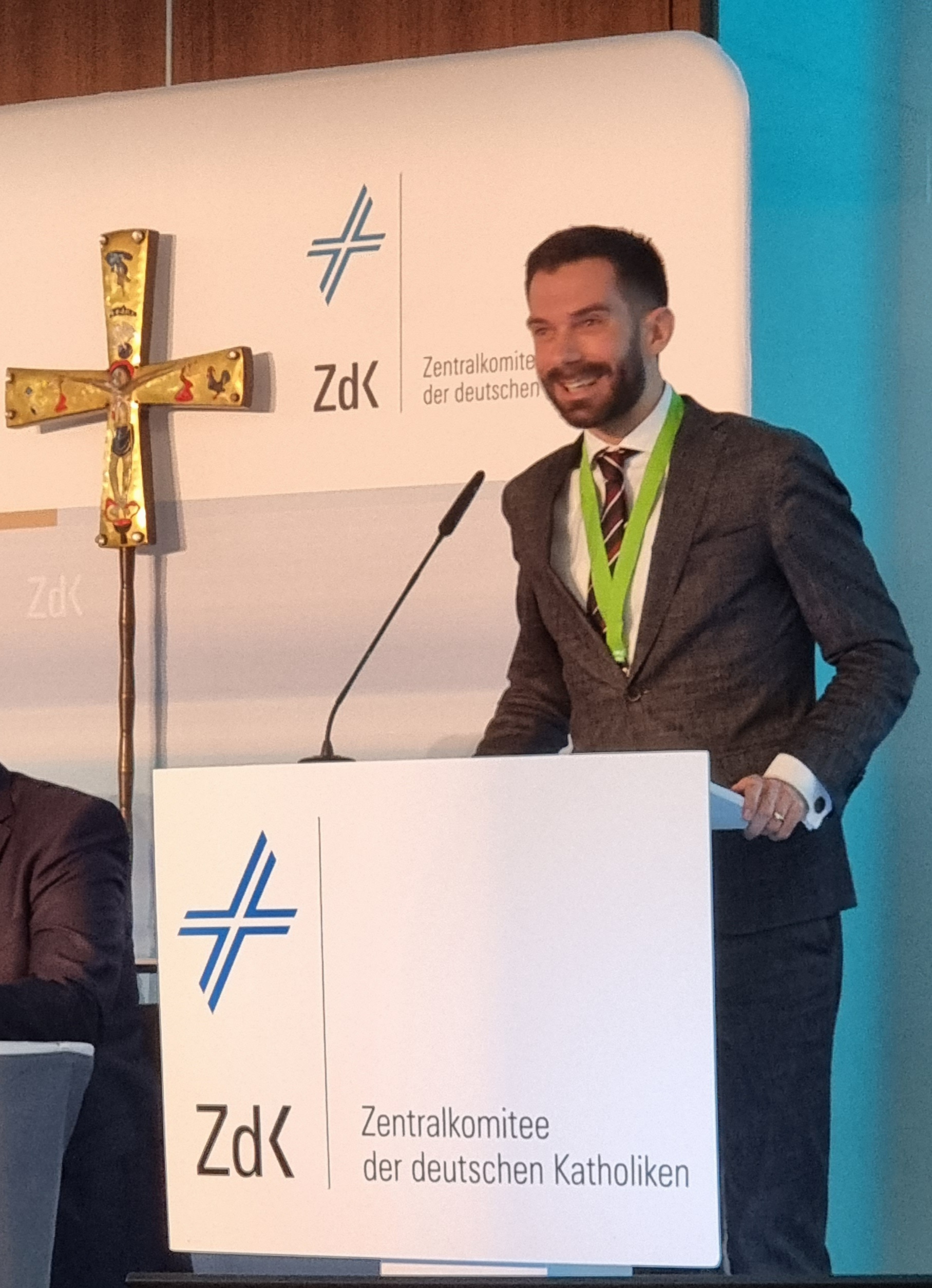

Nach dem Abitur am Bertha-von-Suttner-Gymnasium Andernach (2001) absolvierte Frings den Zivildienst in Syrien und den Palästinensischen Autonomiegebieten; außerdem arbeitete er in Bethlehem in einem christlichen Begegnungszentrum und in einer Schule. Er studierte Politikwissenschaft, öffentliches und Zivilrecht sowie Friedens- und Konfliktforschung an der Universität Marburg und am Institut d’études politiques in Lille. Das Studium wurde gefördert vom Cusanuswerk. Er arbeitete dann als TV-Producer und Redaktionsassistent für das ARD-Hauptstadtstudio. Für die Konrad-Adenauer-Stiftung war er nach einer Zeit als Trainee und Projektassistent im Auslandsbüro Indonesien und Ost-Timor (2010 bis 2012) in Jakarta und Berlin tätig, unter anderem mit Zuständigkeit für die Themen Energie und Klima. Seit 2015 leitete er das Büro der Stiftung in Ramallah. Am 1. Januar 2020 trat er die Nachfolge von Stefan Vesper als Generalsekretär des Zentralkomitees der deutschen Katholiken (ZdK) an.
Marc Frings ist verheiratet und hat zwei Töchter.